# Кола на полях

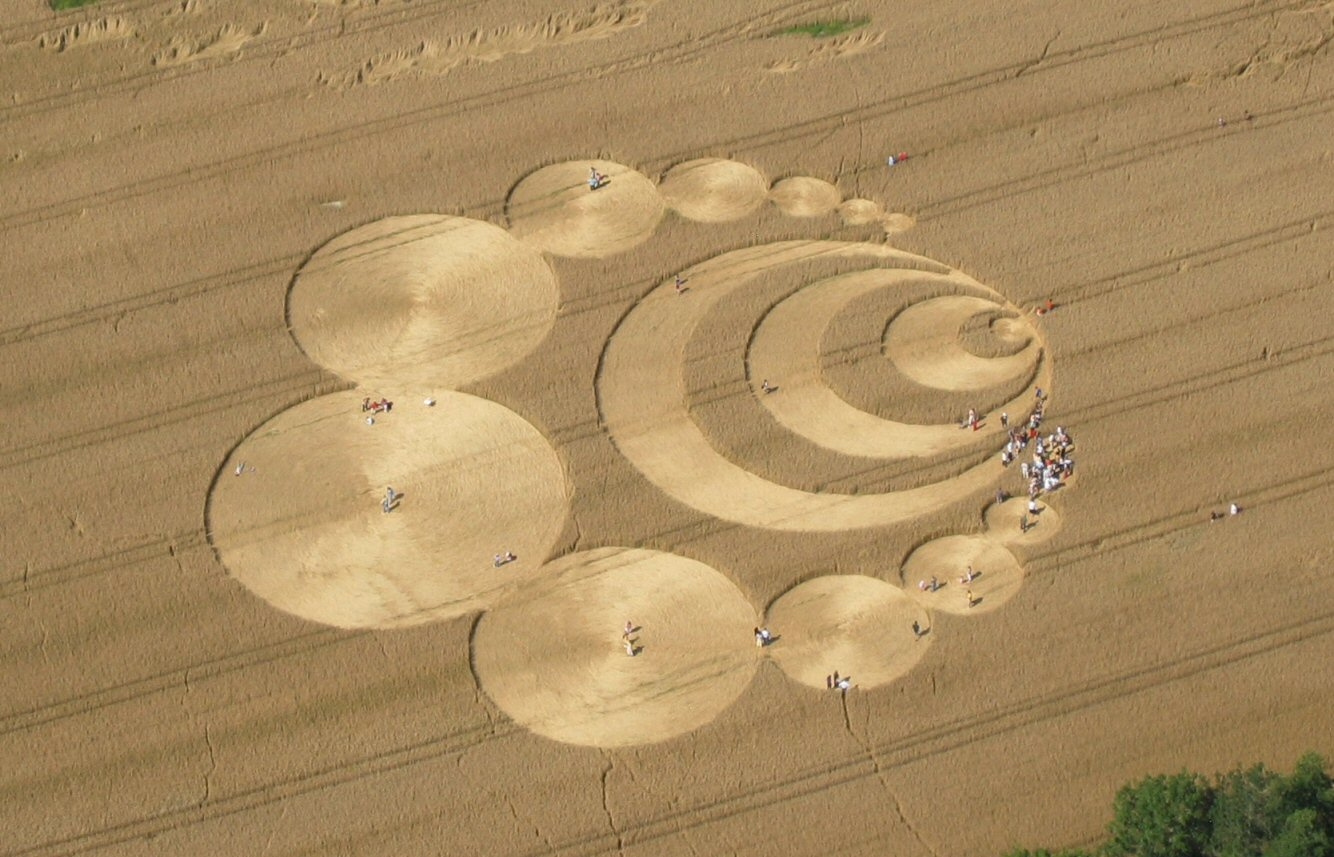
Кола на полях у Швейцарії

Кола на полях або круги на полях — термін, яким позначають малюнки у вигляді кілець, кругів та інших геометричних фігур, що з'являються на полях з рослинами, на піску, на болотах, на снігу та на льоді. Ці малюнки можуть бути невеликими або мати настільки великий розмір, що їх можливо побачити цілком тільки з літака. Природа виникнення цих кіл достеменно невідома. Існує багато гіпотез, спроб пояснення кіл: фальсифікація, природне явище (наприклад, мікроторнадо, кульові блискавки), відвідини Землі інопланетянами і таке інше. Вивчає їх цереологія (за ім'ям Церери, давньоримської богині родючості).

## Історія вивчення

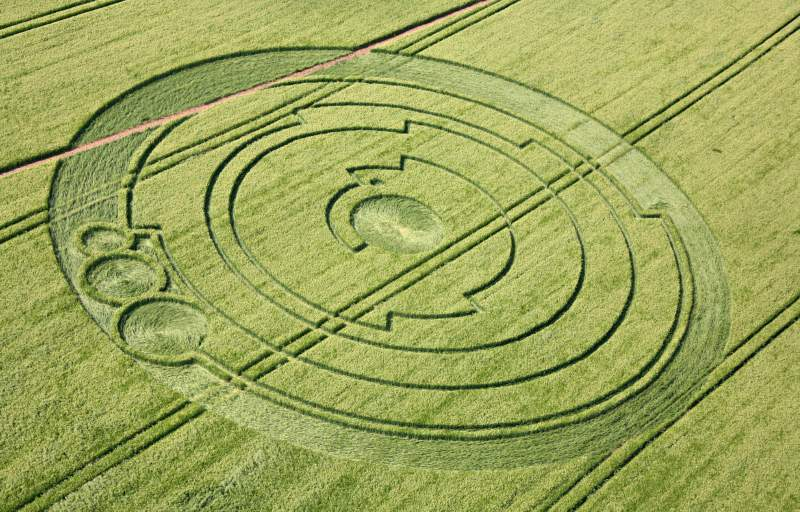
Коло в Англії

Повідомлення про дивні фігури на посівах відомі з XVII ст. 1678 року в Англії фермер виявив, що посіви на його полі були витоптані або скошені у формі кола, та приписав цю шкоду «дияволу-косарю». Англійський натураліст Роберт Плот повідомив про кільця або дуги з грибів у «Природничій історії Стаффорд-Шира» (1686), припускаючи, що вони утворюються через рух повітря.
В Австралії з середини до кінця 1960-х років періодично повідомлялося про кола на посівах, і їх утворення часто пояснювали як місця посадок НЛО. В 1963 році англійський астроном сер Патрік Мур описав кратер, який він побачив у полі в Вілтширі, Англія, який міг бути спричинений падінням метеорита. На навколишніх полях він виявив спіралеподібні утворення на посівах, які пояснив «сильними повітряними потоками, створеними падаючим тілом».
Починаючи з кінця 1970-х років, прості кола на полях регулярно з'являлися на полях графств Вілтшир, Оксфордшир, Сомерсет і Глостершир на півдні Англії. В наступні роки їхня форма ускладнилася, це вже були складні геометричні форми діаметром у сотні футів. Потім повідомлення про подібні кола стали надходити з усього світу. Тема цих кіл набула особливої популярності в 1980-х і 1990-х роках. Виникли різноманітні версії їхньої появи, включаючи атмосферні явища, випробування секретної зброї, діяльність інопланетян і духів. Хоча такі утворення виявлено по всьому світу, південно-західна Англія є місцем найбільшого скупчення кіл на полях, особливо графство Вілтшир. Щороку у Великій Британії з'являється в середньому 30 кіл на полях, близько 80 % з них — саме у Вілтширі. Сезон кіл на полях зазвичай починається наприкінці травня, з першим дозріванням ячменю, і закінчується до вересня, коли кола перестають бути помітними через збирання врожаю.
Наприкінці 1990-х американський мільярдер Лоренс Рокфеллер профінансував масштабне дослідження кіл на полях у Великій Британії. Вчені провели аерофотозйомку над Вілтширом в надії з'ясувати їхнє походження. Американські компанії рекламували тижневі тури кругами на полях Великої Британії за 2 тис. фунтів стерлінгів на людину.
У 1996 році навпроти Стоунгенджа з'явилося коло, котре зображало математичний фрактал, множину Жуліа; Подібне утворення, що виникло на Мілк Гілл у 2001 році, було одним із найбільших за всю історію, понад 270 м у найширшому місці. Зображення з кіл 2008 року біля замку Барбері потребувало розшифровки астрофізиком, який дійшов висновку, що це геометричне зображення перших 10 цифр числа пі.
У 2002 році команда науковців на замовлення каналу Discovery Channel створила коло на полі, що пізніше використано у документальному фільмі Crop Circles: Mysteries in the Fields.
Джо Нікелл і Джон Фішер навели чотири характеристики кіл на полях: 1) зростання частоти їхньої появи; 2) географічна поширеність; 3) зростання геометричної складності та 4) втаємниченість їхнього утворення.

## Версії появи

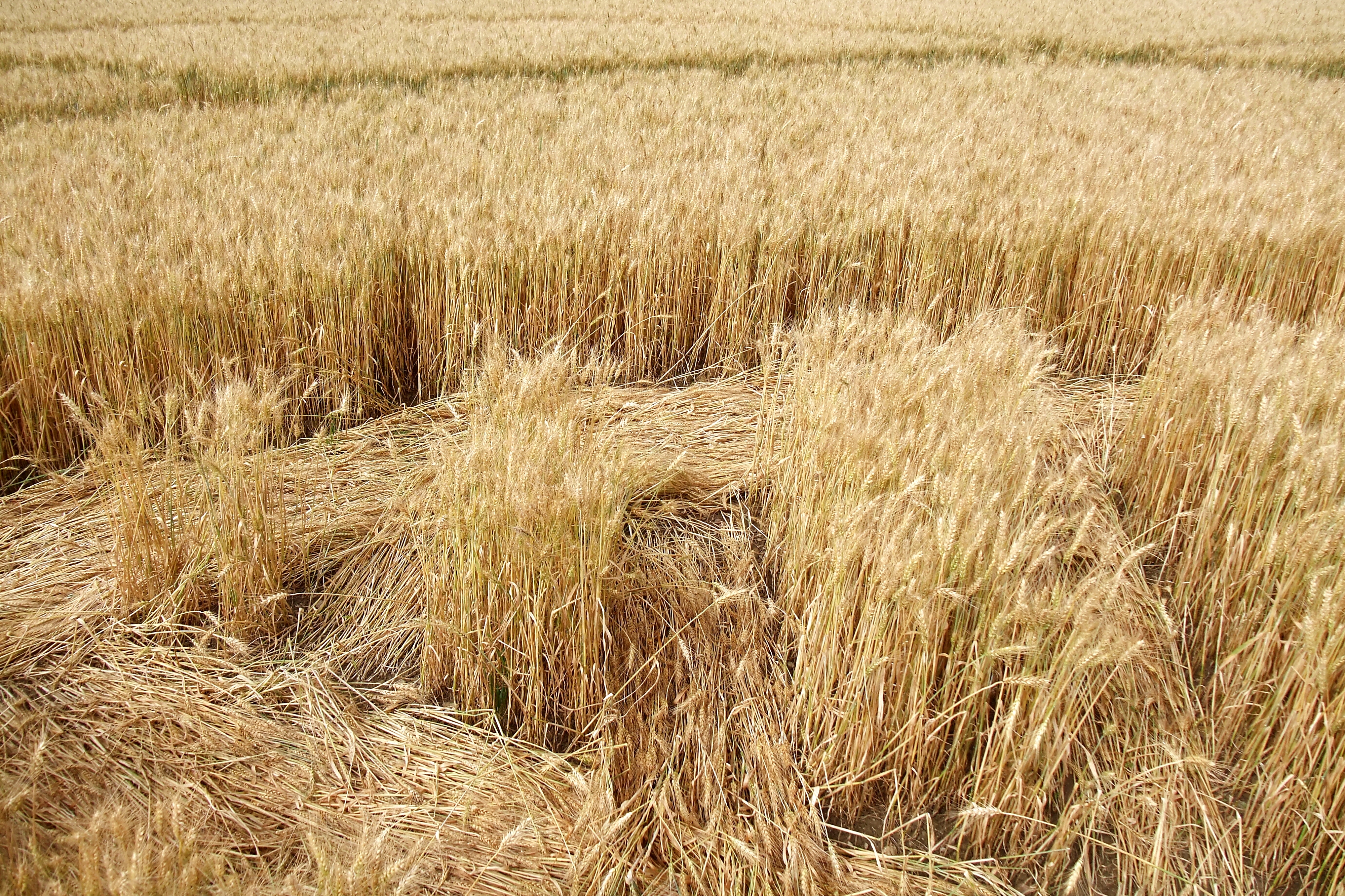
Коло зблизька

### Раціональні
Людський витвір. Науковий консенсус щодо кіл на полях стверджує, що всі вони чи більшість створюються людьми з метою розіграшу, реклами чи як твори мистецтва. Дослідник теми «іншопланетних знаків» Колін Ендрюс оцінив, що 17 років роботи виявили — близько 80 % фігур на полях створені людьми.
Діяльність тварин. У 2009 році генеральний прокурор острівного штату Тасманія заявив, що австралійські валабі, з'ївши опіумний мак, бігали колами по полях цієї рослини.
Атмосферні процеси. Патрік Мур пояснював появу круглих спіралеподібних фігур на полях рухом повітря, спричиненим падінням метеорита. В 1980 році Теренс Міден, метеоролог і фізик, припустив, що кола утворюються вихорами, на рух яких впливають пагорби південної Англії. Оскільки кола ставали все більш складними, Теренс потім пропонував складніші пояснення з «плазмовим вихором». Метеорологічна теорія стала популярною, і на неї навіть посилався в 1991 році фізик Стівен Гокінг, який сказав, що «кукурудзяні кола є або обманом, або утворені вихровим рухом повітря».
Електродинамічні явища. У наукових журналах 1980-х і 1990-х років, наприклад Science Illustrated, описувалися повідомлення, що рослини були зігнуті чимось, що могло бути мікрохвильовим випромінюванням, а не зламані контактом з якимось фізичним тілом. Такі повідомлення потім були оцінені як псевдонаука, проте в свій час були предметом серйозних досліджень.

### Містичні та надприродні
Діяльність іншопланетян. Популярна версія стверджує, що кола на полях створюються іншопланетянами. Це або наслідки приземлення іншопланетних апаратів, або знаки-послання.
Прояв лей-ліній. Прихильники ідеї про існування лей-ліній вважають, що кола на полях прив'язані до геометричного візерунка невидимих ліній, вздовж яких будувалися різні історичні пам'ятки.

## Фальсифікація кіл
У вересні 1991 р. мешканці Великої Британії Девід Черлей і Дуґлас Бауер зізналися в фальсифікації кіл. За їх словами, спочатку їх надихнула розповідь 1966 року про НЛО поблизу Таллі, штат Квінсленд, Австралія, у якому літаюча тарілка нібито лишила зім'ятий очерет у місці приземлення. Девід і Дуґлас створили з 1976 року понад 200 кіл і ускладнювали їхню форму в міру того, як тема кіл набувала популярності в ЗМІ. Вони отримали Шнобелівську премію в 1992 році за роздмухування феномена кіл на полях.
Для виконання кіл Девід і Дуґлас користувалися саморобними інструментами: дерев'яною дошкою, до кінців якої було прикріплено мотузку. Тримаючи мотузку руками, вони притискали ногами дошку до рослин, зминаючи їх.
Відоме зображення на полі, що зображує логотип браузера Firefox, зроблене колективом студентів США в 2013 році.

## У мистецтві

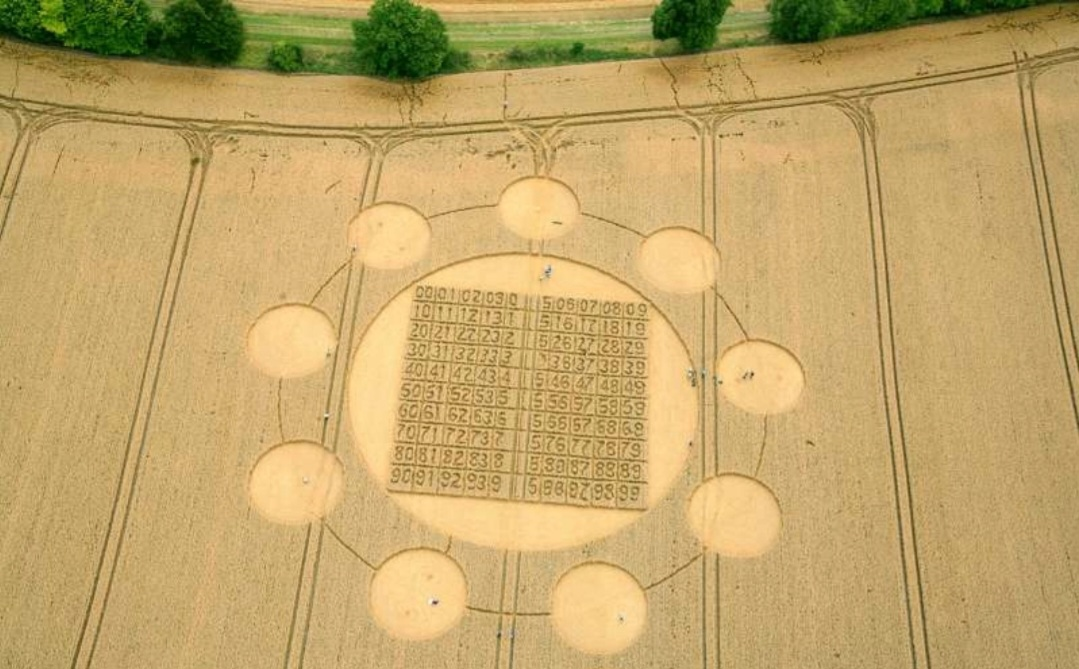
Коло з шифром у Англії

Науково-фантастичний фільм «Фаза IV» (1974) містить зображення кола на полі, створеного розумними мурахами.
Дослідник кіл на полях Роб Ірвінг, після знайомства з Девідом Черлеєм і Дуґласом Бауером, заснував товариство Circlemakers, яке стало створювати кола на полях як твори мистецтва. Створення кіл на полях зазвичай відбувається анонімно. У 1980-ті та 1990-ті у Великій Британії було п'ять основних груп, які створювали кола на полях майже щовечора влітку. Надалі створення кіл на полях розвинулося в напрям лендарту.
Гурт Led Zeppelin використав фотографію кола на полі, «Піктограму Істфілда» 1990 року для обкладинки свого альбому Led Zeppelin Remasters (1992).
Витівки Бауера та містера Чорлея стали джерелом натхнення для роману британського письменника Бенджаміна Майєрса «Ідеальне золоте коло» (2022). Дія розгортається в 1989 році, коли двоє друзів блукають літніми ночами Англією, створюючи дедалі складніші візерунки.

## Правові оцінки
У 1992 році в Угорщині Габор Такач і Роберт Даллос, яким тоді було по 17 років, були першими людьми, які зіткнулися з судовим процесом після створення кіл на полях. Вони створили коло діаметром 36 м на пшеничному полі поблизу Секешфегервара 8 червня 1992 року, що привернуло увагу багатьох людей. У вересні обоє з'явилася на угорському телебаченні та показали як створювали коло. Компанія Aranykalász Co., що володіла полем, подала до суду на підлітків, вимагаючи відшкодування збитків у розмірі 630 тис. форинтів. Суд постановив, що студенти відповідальні лише за шкоду, заподіяну на площі кола та повинні заплатити 6 тис. форинтів, а решту шкоди завдали відвідувачі. Врешті штраф за Такача та Даллоса сплатило телешоу, де вони виступали.
Метью Вільямс став у 2000 році першою людиною у Великій Британії, яку заарештували за створення кола на полях біля Девайзеса. У листопаді 2000 року його оштрафували на 100 фунтів стерлінгів плюс 40 фунтів стерлінгів на відшкодування витрат.
Деякі автори книг про кола на полях наполягали, що таких творців кіл, як Роб Ірвінг, треба покарати за шахрайство та дискредитацію теми нерукотворних кіл.